# Трг Верешмарти
Трг Верешмарти (мађ. Vörösmarty tér) је чувени пешачки трг у центру Будимпеште, у V округу, на северном крају Ваци улице.

## Имена
Трг је носио многа имена откако је створен. Године 1812. звао се Трг театра (Theatro piatcza) због позоришта које се тамо раније налазило. Од 1830. године звао се Трг тридесетих (Harmincad tér), затим од 1833, још једна референца на позориште, Јатексин трг (Játékszín tér), а од 1840. трг Променада (Séta tér). Године 1846. назван је Немачки позоришни трг (Német Színház tér), а 1850. назив је промењен у  Позоришни трг (Színház tér), а 1866. у Стари позоришни трг (Régi Színház tér). Године 1874. добио је назив Жизелин трг (Gizella tér) у част надвојвоткиње Жизеле од Аустрије. Између 1918. и 1920. године звао се трг Михаља Карољија, затим поново Жизелин трг до 1926. године када је добио своје садашње име, у част песника Михаља Верешмартија.
Данас се на стубу на тргу наводе сва његова некадашња имена.

## Опис трга
У центру трга, окренут према западу, налази се споменик песнику Михаљу Верешмартију који седи окружен народом, аутора Едуарда Телча и Еде Калоша. На постољу се налази стих из познате родољубиве песме „Позив”( Szózat) о љубави и оданости мађарској отаџбини.
Иза споменика је ограђен парк и фонтана окружена каменим лавовима. 
Трг је окружен зградама некадашњих трговачких канцеларија, где се сада налазе продавнице и кафићи. На северном крају трга се, од 1885. године, налази кафе Жербо. Ту су и степенице до јужног краја жуте линије будимпештанског метроа (М1). Трг је и пословна зона, на њему се налазе канцеларије Ибусз и Аерофлота. Такође, на тргу се налази и Британска амбасада.  
Трг Верешмарти је једна од најпопуларнијих туристичких дестинација у главном граду. На Божић, на тргу Верешмарти отвара се божићна пијаца на којој се могу купити сувенири, попити шоља топлог куваног вина и појести специјалитети  мађарске кухиње.

## Галерија
- Фонтана са лавовима
- Споменик Михаљу Верешмартију
- Божићна пијаца
- Степенице метроа
- Кафе Жербо